# 성 안드레아 십자

성 안드레아 십자가

성 안드레아 십자가(영어: Saint Andrew's Cross, 라틴어: Crux decussata)는 두 개의 직선이 대각선으로 교차한 X자 모양의 십자 문양이다. 이름은 예수의 12명의 사도 가운데 한 사람으로서 X자 모양을 한 십자가에서 처형된 것으로 알려진 성 안드레아에서 유래한다.
푸른색 바탕에 흰색 십자가이거나 흰색 바탕에 파란 십자가인 경우인 깃발을 솔타이어(Saltire)라고 한다. 스코틀랜드의 국기, 러시아 해군의 군함기와 함수기, 캐나다 노바스코샤 주의 기 등에 이용되고 있다.

## 사진

스코틀랜드의 국기
저지섬의 기
러시아 해군의 군함기
러시아 해군의 함수기
노바스코샤주의 기
하얀색 바탕에 부르고뉴 십자가 그려진 기
합스부르크가의 십자기
노보로시야 연방국의 군기

## 같이 보기
- 십자가
- 베드로 십자
- 성 게오르기우스 십자
- 성 파트리치오 십자